# Torralba de los Sisones
Torralba de los Sisones ist ein Ort und eine Gemeinde (municipio) mit nur noch 146 Einwohnern (Stand: 2024) im äußersten Norden der Provinz Teruel in der autonomen Region Aragonien im östlichen Zentrum von Spanien. Die Gemeinde gehört zur bevölkerungsarmen Serranía Celtibérica.

## Lage und Klima
Torralba de los Sisones liegt in den Bergen der Sierra de Cucalón in ca. 1040 m Höhe und ist ca. 82 km (Fahrtstrecke) in nordnordwestlicher Richtung von der Provinzhauptstadt Teruel entfernt.
Das Klima ist trotz der Höhenlage gemäßigt bis warm; Regen fällt übers Jahr verteilt.

## Bevölkerungsentwicklung
| Jahr      | 1970 | 1981 | 1991 | 2001 | 2011 | 2021 |
| Einwohner | 347  | 282  | 252  | 231  | 175  | 161  |

## Sehenswürdigkeiten
- Burgruine Los Sisones

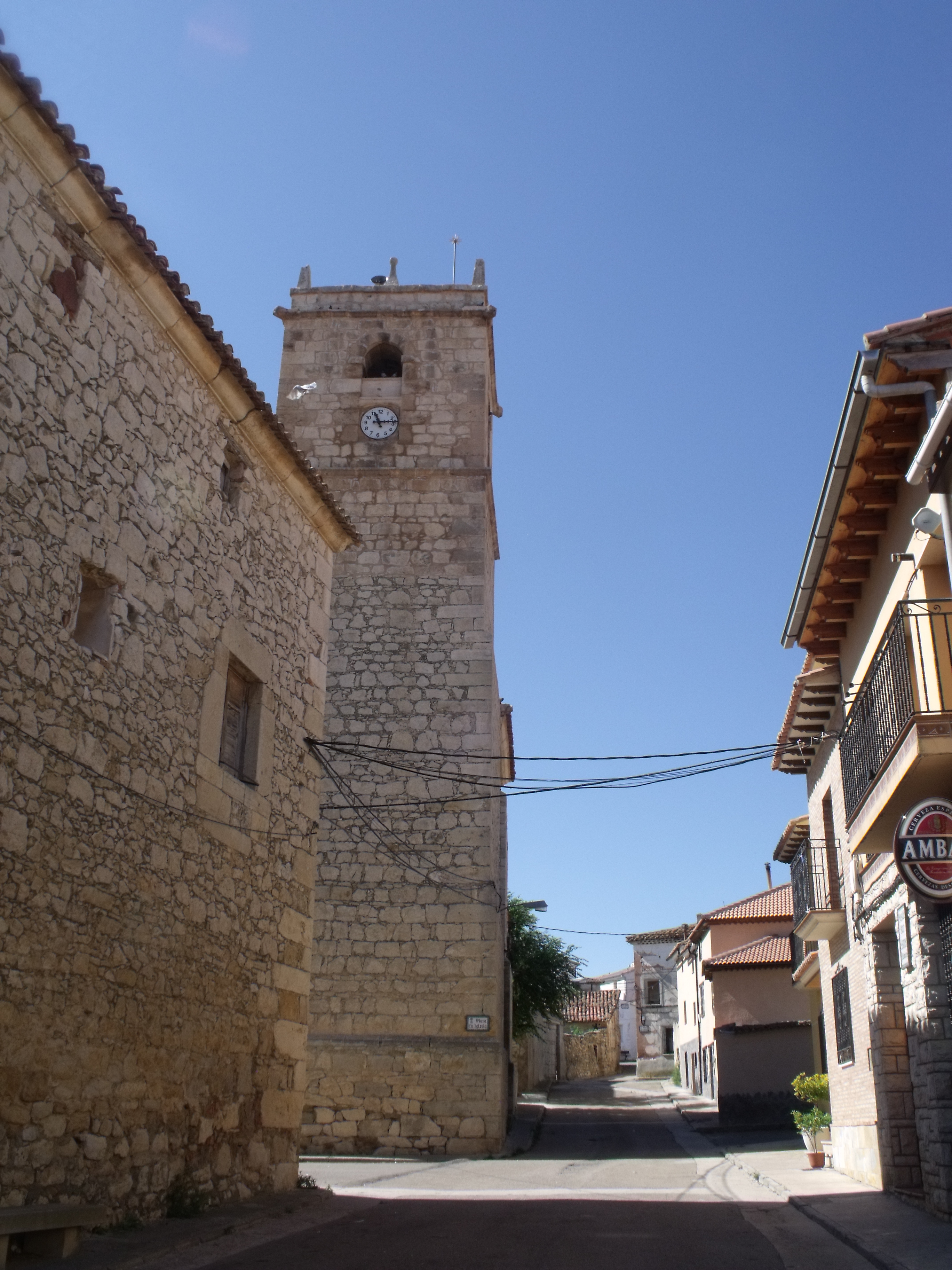
Peterskirche
- Marienkapelle

- Peterskirche